# Casimir Delavigne

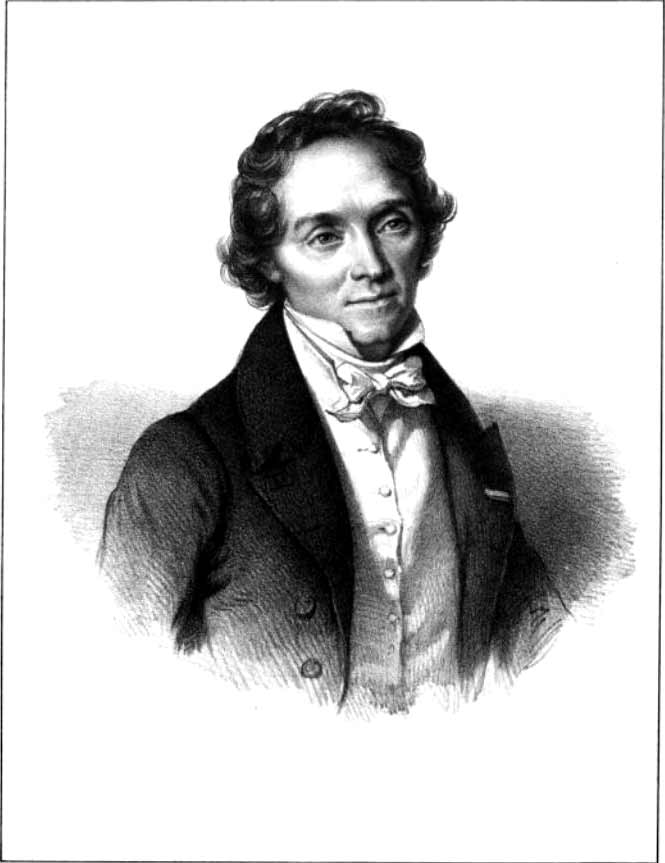
Porträt des Dichters (1839)

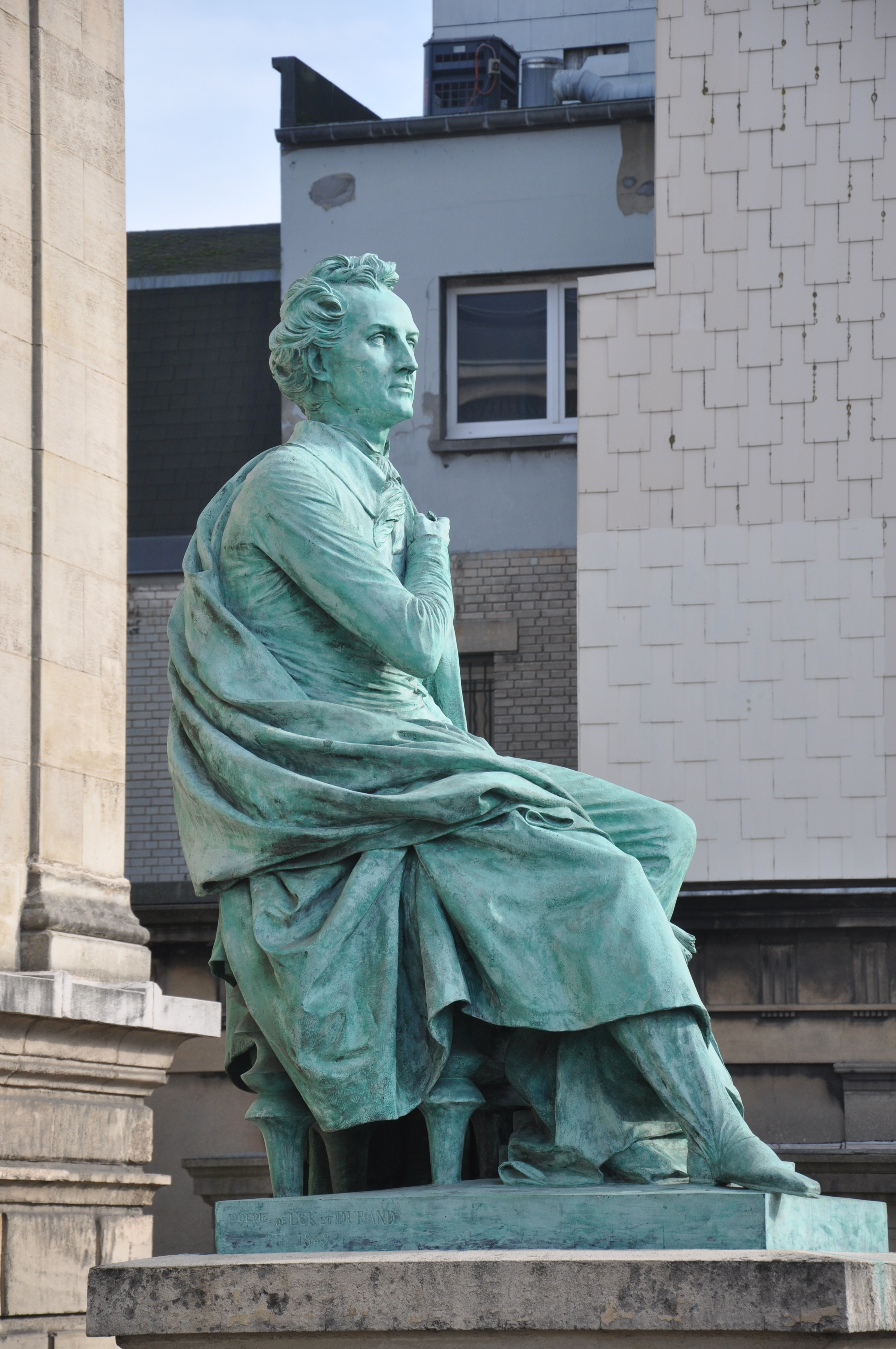
Delavigne-Denkmal in Le Havre

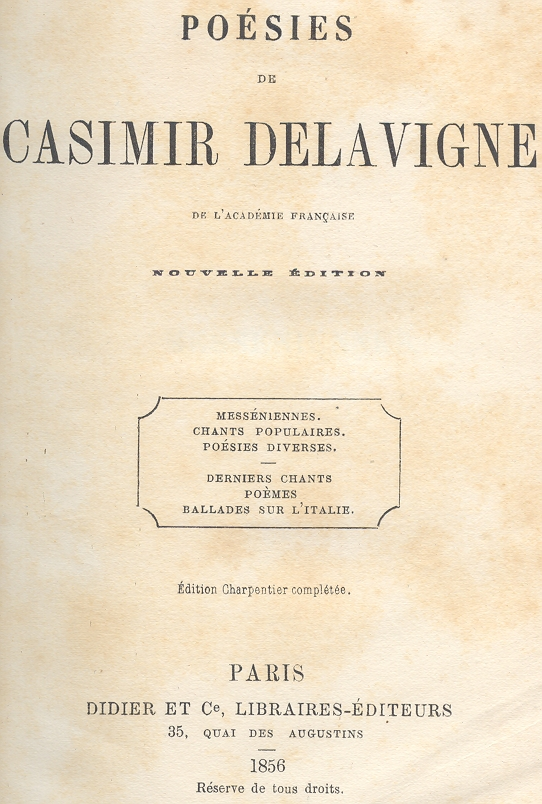
Gedichte und Lieder, Paris 1856 (Titelseite)

Jean François Casimir Delavigne (* 4. April 1793 in Le Havre; † 11. Dezember 1843 in Lyon) war ein französischer Dichter.

## Leben
Delavigne bewies schon als Schüler des Lycée Napoléon in Paris ungewöhnliches poetisches Talent durch einen Dithyrambus auf die Geburt Napoleons II. (1811), des Sohnes Napoleon Bonapartes. 1813 erschien sein Dithyrambus auf den Tod des Dichters Jacques Delilles, 1814 sein Gedicht Charles XII à Narva, 1815 La découverte de la vaccine, womit er von der Académie française den ersten Nebenpreis gewann, und 1818 seine Messéniennes, die sehr populär wurden. Diese politischen Klagelieder waren der Ausfluss eines glühenden Patriotismus nach der Niederlage Napoleons.
Delavigne erhielt den Posten als Bibliothekar an der Staatskanzlei, verlor ihn aber 1822 wieder, als er in neuen „Messéniennes“ den Befreiungskampf der Griechen (siehe Griechische Revolution) besang. Dafür machte ihn der Herzog von Orléans, der spätere König (Ludwig Philipp) zum Bibliothekar des Palais Royal; dieses Amt bekleidete er bis an seinen Tod.
Delavigne arbeitete auch als Dramatiker: Er schrieb 1819 das Trauerspiel Vêpres Siciliennes, welches trotz der Zurückweisung durch das Théâtre français großen Erfolg hatte. Diesem Stück folgten das Lustspiel Les Comédiens (1820), das Trauerspiel Le Paria (1821) und die Lustspiele L’école des vieillards (1823) und La princesse Aurélie (1828). Ersteres, sein bestes Lustspiel, trug ihm im Jahre 1825 einen Sitz in der Académie française ein. Eine Pension, die Karl X. ihm anbot, schlug Delavigne aus.
Von einer Italienreise, die er wegen seiner geschwächten Gesundheit machte, brachte er außer sieben neuen Messéniennes eine bedeutende Veränderung seiner dichterischen Anschauungen zurück, welche sich zuerst 1829 in der Tragödie Marino Faliero dokumentierte. Denn wenn Delavigne sich früher möglichst genau den Regeln des klassischen Dramas angeschlossen hatte, so näherte er sich jetzt dem Lager der Romantiker in der Absicht, die beiden Schulen zu versöhnen.
Sein Versuch hatte brillanten Erfolg. Die Julirevolution von 1830 begeisterte ihn zu den volkstümlich gewordenen Gesängen: La Parisienne (komponiert von Daniel-François-Esprit Auber), La Varsovienne und anderen sowie zu zwei seiner besten Messéniennes: Une semaine à Paris und Le chien du Louvre. 1832 wurde sein Louis XI aufgeführt, wie Marino Faliero eine Mischung des tragischen und des leichten Genres, aber entschiedener dem Zeitgeschmack huldigend.
Das Trauerspiel Les enfants d’Edouard (1833) und vor allem das Lustspiel Don Juan d’Autriche (1835) gehören wegen der Lebendigkeit der Handlung und des ihm eigenen poetischen Schwunges zu den besten Stücken des Dichters.
Die einaktige Tragödie Une famille au temps de Luther (1836) erweckte, genauso wie die politische Komödie La popularité (1838) und die Tragödie La fille du Cid (1839), nur mäßiges Interesse.
Seine letzten Werke waren das Lustspiel Le conseiller-rapporteur (1841) und der mit seinem Bruder Germain Delavigne verfasste Text zu der Oper Charles VI (1843, Musik von Fromental Halévy).
Delavigne ist neben Pierre-Jean de Béranger der Hauptvertreter der liberalen Richtung der französischen Literatur jener Zeit. Mit großem Geschick und Geschmack verstand er es, die Stimmung der Menschen, ihren Hass und ihre Liebe, in poetische Formen zu kleiden. Delavigne ist hauptsächlich Lyriker, einzelne seiner Gedichte, besonders auch die Chöre des Paria, überraschen durch Wärme und Innigkeit des Gefühls, Eleganz und Reinheit des Ausdrucks.
Sein Stil schließt sich einerseits eng an den Klassiker Jean Racine an und erlaubt sich anderseits, besonders seit seinem Louis XI, gewisse Freiheiten, die nicht mehr dem strengen, klassischen Geschmack entsprachen.